# Norin tornya
Norin tornya (horvátul: Kula Norinska), várrom Horvátországban, a Ploče közelében fekvő Kula Norinska faluban.

## Fekvése
Kula Norinska toronyvára a településsel átellenben a Neretva bal partján áll. Nevét arról kapta, hogy a Neretva mellékvize a Norin-patak torkolatának közelében építették.

## Története
A várat 1500 körül építtette Hodzsa Musztapasa boszniai török katonai parancsnok. A vár 1685-ös velencei visszafoglalásáról egy legenda is fennmaradt. Eszerint negyven primorjei harcos megbeszélte a velencei parancsnokkal Pietro Valierivel, hogy a toronyvártól fél mérföldre elrejtőzik, míg közülük az egyik, akit a török aga ismert közel megy a toronyhoz azzal, hogy ajándékot hozott az agának. Amíg az aga a harcossal beszélt az a kapun át bejutott a várba. A törököknek ugyan sikerült kitenni őt a kapun kívül, de amíg bezárták volna a kaput ő a kezét a kapu és a fal közé tette. Ezalatt a többieknek sikerült betörni a toronyba és mindenkit darabokra vágtak akit a kapun belül találtak. Ekkor érkeztek meg a velencei katonák Valieri vezetésével és elfoglalták a várat. A vár bevételét a neves horvát költő Andrija Kačić Miošić atya is megénekelte. Ez volt a toronyvár első visszavétele a töröktől, mivel már a következő évben 1686-ban a hercegovinai pasa visszafoglalta. A hagyomány szerint a várnak csak kis létszámú őrsége volt, de mégis sokáig ellenállt kifárasztva és legyengítve az ellenséget. Néhány nap után az őrség rést robbantott a falon és elmenekült. 1688-ban foglalták el végleg a velencei seregek. A velencei hajók a Neretván úsztak fel és ágyútüzet zúdítottak a falakra. Látva, hogy a falakat így nem tarthatja a török őrség gyorsan elmenekült. A velenceiek azonban utolérték őket, a parancsnokot foglyul ejtették, a többieket pedig megölték. Így ért véget a török uralom az Neretva alsó folyása mentén.
Ezután majdnem kétszáz évig velencei, majd osztrák határerődítmény volt. 1878-ban Bosznia-Hercegovina osztrák okkupációja után a vár katonai jelentősége megszűnt. Niko Nonković vásárolta meg, aki szélmalommá alakíttatta át. Ezután állapota folyamatosan romlott. 1934-ben a Neretvamente lakossága megváltásunk 1900. évfordulójára a toronyvárra keresztet és emléktáblát állított. Jelentőségét jól mutatja, hogy Opuzen régi címerében is ez a vár szerepel, majd a település mai címerébe is felvették. Ma védett kulturális emlék.

## A vár mai állapota
A toronyvár ma elhagyatottan, nagyrészt borostyánnal benőve, de csaknem teljes magasságban áll a Neretva partján. 

## Fordítás
Ez a szócikk részben vagy egészben  a   Kula Norinska (utvrda) című horvát Wikipédia-szócikk ezen változatának fordításán alapul.  Az eredeti cikk szerkesztőit annak laptörténete sorolja fel. Ez a jelzés csupán a megfogalmazás eredetét és a szerzői jogokat jelzi, nem szolgál a cikkben szereplő információk forrásmegjelöléseként.